# Шпиль!
«Шпиль!» (от нем. spiel! — играй!) — украинский ежемесячный русскоязычный игровой журнал, ориентированный на молодежь, геймеров, сторонников компьютерной техники, кинематографа и аниме. Издавался с мая 2001 года по 2015 год. Девиз журнала: «Мы с тобой одной крови». В 2009 году тираж журнала составлял 30 000 экземпляров.
В ноябре 2015 года журнал закрыл печатную версию и до октября 2018 года продолжал свое существование в качестве онлайн-издания. В конце 2018 года онлайн-версия также была закрыта.

## История
В мае 2001 года вышел первый выпуск журнала «Шпиль!»
В феврале 2003 года редакцию журнала покинул её основатель — Андрей Гайдут.
С 2003 по 2007 год журнал издавал спецвыпуски, посвящённые отдельным играм или темам.
В 2004 года «Шпиль!» открыл собственный сайт shpil.com.
В 2006 году журнал выступил одним из спонсоров проходившего во Львове турнира по FIFA 06 — Karpaty Summer Cup 2006.
В 2007 году журнал перешел с CD формата дисков, на DVD
В апреле 2009 года выпуск журнала прекратился, но через два месяца в июне того же года, вышел новый номер.
С июля 2010 года «Шпиль!» начал сотрудничать с каналом QTV.
В июне 2011 года «Шпиль!» сменил сайт — shpil.com.ua.
17 августа 2013 года на выставке iGames прошел «Шпиль-Day».
С октября 2014 года журнал перестал выходить вместе с DVD диском, и увеличился на 20 страниц.
С 2016 года журнал перестал выходить в печатном виде. До 2018 года «Шпиль» продолжал существование как сайт, но в конце 2018 и сайт был закрыт; сохранилось лишь нерегулярно обновляемое сообщество Вконтакте.

## Рубрики и разделы
Журнал содержит множество разделов, которые могут появляться как в каждом выпуске, так через некоторое количество номеров. Включает в себя следующие рубрики:
- Игропанорама — последние новости, впечатления от крупных игровых мероприятий, топы и рейтинги.
- MegaGame — обзоры самых запоминающихся игр за последний месяц.
- To play or not to play — обзоры игр, которых нельзя порекомендовать каждому.
- Ждем-с— анонсы предстоящих игр.
- Cell-o-Fun — обзор мобильных игр и приложений.
- Ацтой— рубрика, в которой редакция предостерегает читателей от низкокачественных проектов.
- Железный бум — тест компьютерных комплектующих, гаджетов и прочих железяк.
- InDus3 — мысли об игровой индустрии, аналитика.
- Lab 13 — авторы берут из компьютерных игр какие-нибудь идеи, девайсы или технологии и рассказывают, можно ли такое повидать в реальной жизни.
- Анимания— обзоры свежих и не только аниме-сериалов.
- Columbia Brothers— сериалы, фильмы, анонсы.
- Miss Шпиль! — интервью с геймершами и косплеершами на фоне их фотографий.
- Для тех, кто в танке/Крутое пике — рубрика, посвящённая играм компании Wargaming.
- Comix Zone — статьи о комиксах.

## Главные редакторы
- С 2001 по февраль 2003 Андрей Гайдут
- С марта 2003 по декабрь 2007 Макс Писаревский
- С января 2008 по декабрь 2010 Денис Бондаренко
- С января по август 2011 Дмитрий Язовицкий
- С сентября 2011 по январь 2014 Ростислав Малько[9][10]
- Февраль 2014 Алексей Тур
- С марта 2014 по декабрь 2016 Олег Скубицкий[11]
- С января по август 2016 Денис Зайченко.

## Поддержка киберспорта
«Шпиль!» за свою историю организовал несколько киберспортивных соревнований, в том числе чемпионат по FIFA 06 во Львове. Также, в рамках фестиваля «Корейская волна 2015», в Киеве, проходил турнир ShpilCyberCup 2015 по дисциплине Counter-Strike: Global Offensive, где соревновались местные команды.